# Imbler
Imbler est une municipalité américaine située dans le comté d'Union en Oregon.
Lors du recensement de 2010, sa population est de 306 habitants. La municipalité s'étend sur 0,22 mille carré (0,57 km2).
La localité est fondée en 1891 sur les terres de Jesse Imbler. Elle devient une municipalité le 20 mars 1922.